# جاز شرقي
الجاز الشرقي (بالإنجليزية: Oriental Jazz) ويُطلق عليه أحيانًا الجاز العربي  هو مصطلح يصف أحد أنواع موسيقى الجاز المرتبطة بثقافة العالم العربي والشرق الأوسط لاعتبارات الآلة وقالب الإيقاع والتصرّف في المقام ولغة الغناء. يمكن إجمال بعض الخصائص التي يمكن ملاحظتها من موسيقى الجاز الشرقي أو العربي بأنه إعادة غناء الموسيقى العربية التقليدية باستخدام عناصر الجاز المضافة إليها، وبكونه نمط جديد من الجاز ومتكامل مع موسيقى البوب، وباعتماده على آلة الساكسفون إلى حد كبير. كما اشتهر بهذا اللون الموسيقي عدة فنانين عالميين وعرب.

## تاريخ
ظهر هذا النوع من الموسيقي كمزيج بين موسيقى الجاز التقليدية، والموسيقى العربية والشرقية بشكل عام. ولم يكن هذا التمازج نتيجة جهود شخصية لأحد ما. وقد كان عازف الجاز الأمريكي لويد ميلير من أوائل من عزفوا الجاز الشرقي في ستينيات وسبعينيات القرن العشرين، حيث أصدر إسطوانة باسم A Lifetime in Oriental Jazz، كما كان يقدم برنامجًا موسيقيًا على إحدى محطات التلفزة الإيرانية في طهران بتلك الفترة.
أصبحت موسيقى الجاز في منتصف التسعينيات من القرن العشرين شعبية في العالم العربي. وقد استخدم العديد من الموسيقيين العرب أدوات الجاز مثل الغيتار باس والساكسفون. كما قام العديد من فناني موسيقى الجاز الأمريكيين بجولة عبر البلدان العربية، وألهموا الموسيقيين الناشئين لتقليد أسلوبهم. من الفنانين العرب الذي اشتهروا بهذا النمط الفني زياد الرحباني من لبنان، أحمد قعبور من فلسطين، ظافر يوسف من تونس، ولينا شاماميان من سوريا، وغيرهم.

## نقد
تعرض مصطلح الجاز الشرقي إلى الانتقاد من قبل بعض الفنانين العرب، مثل زياد الرحباني، بالرغم من أنه من أوائل من قاموا بتأدية هذا النمط الفني في العالم العربي في ثمانينات القرن العشرين، حيث اعتبر أن الجاز لا يمكن تقسيمة، فهو يمر بكل الحضارات.

## وصلات خارجية
- كيف أثرت «دبلوماسية الجاز» الأمريكية على الموسيقى الشرق أوسطية